# Ölmühle (Wanfried)

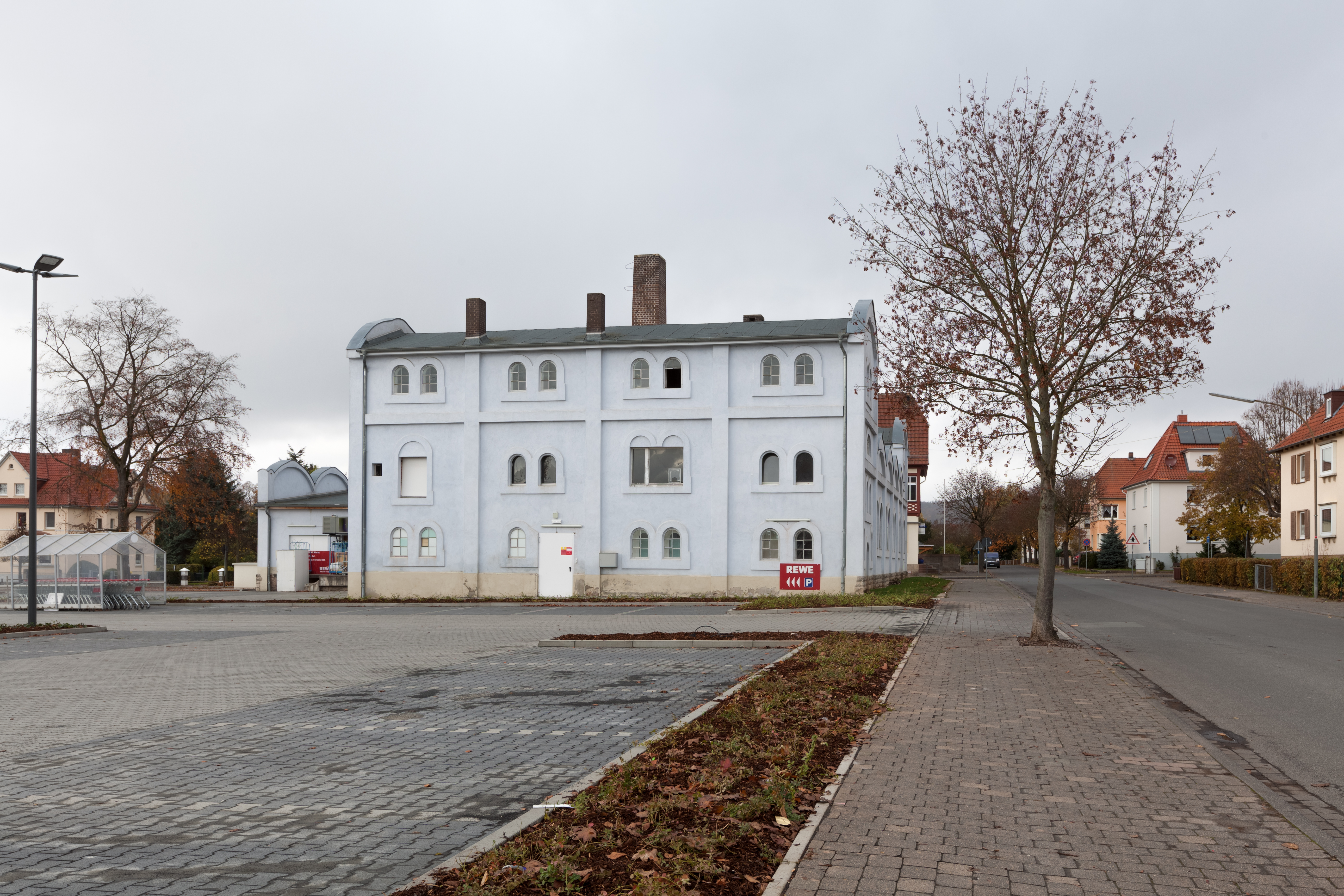
Südostseite der Ölmühle (2016)

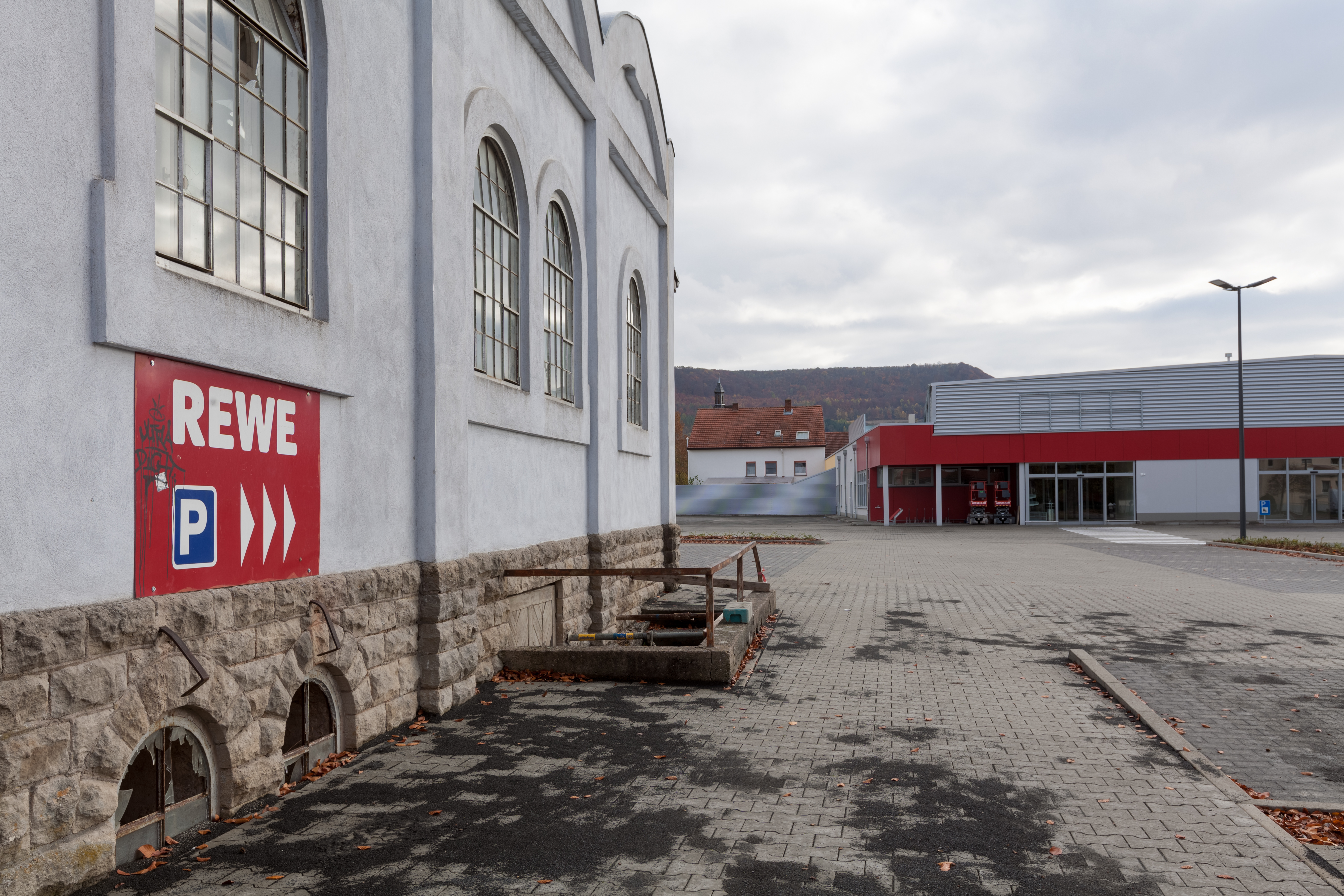
Südwestseite der Ölmühle (2016)

Die Ölmühle ist ein 1920/1921 durch Rittmeister Weiß errichtetes Fabrikgebäude in der Stadt Wanfried im nordhessischen Werra-Meißner-Kreis. Das Objekt (Bahnhofstraße 8, Flur 33, Flurstück 288/45) ist aus sozialgeschichtlichen, städtebaulichen und bautypologischen Aspekten als Kulturdenkmal geschützt.

## Das Gebäude
Das Gebäude befindet sich an der Ecke von Bahnhofstraße und Ringstraße und zeichnet sich durch seine Anklänge an die Architektur des Jugendstils aus. Das Erdgeschoss ist mit zahlreichen Doppelfenstern versehen, die eine gute Ausleuchtung der ehemaligen Werkhalle gewährleisten sollten. Der nordwestliche und südöstliche Teil der Ölmühle wurden jeweils durch ein Obergeschoss aufgestockt, in dem sich die Verwaltungsräume befanden.

## Geschichte
Der erste Nutzer des Gebäudes war die Firma Karl Israel, die ab dem Jahr 1921 bis Mitte der 1930er Jahre eine Ölmühle für die Produktion von Haushaltsöl betrieb. Im Anschluss fand die Werkshalle als Lagerhaus Verwendung. Von 1941 bis Mitte der 1950er Jahre produzierte die Firma Fritz Tribian, Chemische Fabrik, in dem Gebäude Schuhcreme und Bohnerwachs. Fritz Tribian, der zuvor am 1. September 1938 die Wachswarenfabrik Cäcilienhof GmbH, Niederhonerstr. 3 in Eschwege gekauft hatte, verlegte im Jahr 1941 seinen Firmensitz von Eschwege nach Wanfried.
Ab Dezember 1940 musste der 65-jährige Eschweger Jude Ferdinand Heilbrunn (*15.8.1875 in Eschwege) eine Beschäftigung als Hilfsarbeiter beim Straßenbau bei Wanfried annehmen. Er erhielt hierfür von der Firma Fritz Tribian einen Wochenlohn zwischen 10 und 16 RM. Ferdinand Heilbrunn wurde am 8. Dezember 1941 von Eschwege über Kassel nach Riga deportiert und dort im Frühjahr 1942 ermordet. Während des Zweiten Weltkriegs wurden von April 1944 bis April 1945 Sende- und Empfangsgeräte für die Luftwaffe gefertigt. Der Bau war gegen Kriegsende zur Sprengung vorbereitet, was jedoch verhindert werden konnte. Am 3. April 1945 trafen US-amerikanische Truppen in Wanfried ein, die das Gebäude bis Mitte 1946 nutzten.
Mitte der 1950er Jahre wurde die einstige Ölmühle zunächst als Papierlager der Firma Wanfried - Druck Kalden GmbH genutzt, später durch eine Butzbacher Firma, die Papprollen für den Möbeltransport herstellte. In den Jahren 1963 bis 1970 produzierte die Westmark Schulte & Co. KG, Herscheid, in der ehemaligen Ölmühle Haushaltsgegenstände aus Aluminium. Das Gebäude wurde in den Folgejahren von unterschiedlichen Wanfrieder Firmen als Lagerraum genutzt.
Am 24. März 2000 begannen umfangreiche Renovierungsarbeiten an dem mittlerweile heruntergekommenen Bau durch den damaligen Eigentümer Kurt Helmut Kuhn. Insbesondere die beschädigte Fassade des Gebäudes wurde vollständig saniert. Auf die Arbeiten weisen ein rotes „AH“-Logo (Firma August Henke, Bodenfelde) sowie die Jahreszahl 2000 hin, die im Giebel an der zur Bahnhofstraße gewandten Seite des Gebäudes angebracht wurden.
Zu Beginn der 2000er Jahre bis zum Jahr 2012 befand sich in der Ölmühle eine Filiale der Firma Schlecker, zuletzt ein Schlecker XL-Markt.
Im Zuge des Neubaus des unmittelbar benachbarten REWE-Marktes im Jahr 2016 wurden die Räumlichkeiten der Ölmühle vorübergehend durch den REWE-Markt genutzt.
Im Rahmen einer Masterarbeit haben Studenten der HAWK mögliche Nutzungskonzepte der aktuell leerstehenden (Stand 2021) Ölmühle dargelegt.